# Kata metron
Kata metron (altgriechisch „nach einem Maß“) bezeichnet in der antiken Verslehre solche Versmaße, die aus der Wiederholung metrisch gleicher Einheiten bestehen. Nach der Zahl dieser Einheiten (Metren) werden unterschieden:
- Monometer (1 Metrum)
- Dimeter (2 Metren)
- Trimeter (3 Metren)
- Tetrameter (4 Metren)
- Pentameter (5 Metren)
- Hexameter (6 Metren)

Verse (zum Beispiel äolische), bei denen eine Zerlegung in gleichartige Einheiten nicht möglich ist, wurden in der antiken Theorie als ou kata metron bezeichnet.